# Bytjärnen (Haverö socken, Medelpad)
Bytjärnen är en sjö i Ånge kommun i Medelpad och ingår i Ljungans huvudavrinningsområde.